# Michael Schulien
Michael Schulien (Losheim am See, 21 maggio 1888 – Roma, 4 maggio 1968) è stato un presbitero, missionario ed etnologo tedesco.

## Biografia
Padre Michael Schulien nacque a Losheim am See il 21 maggio 1888. Suo padre, Jakob, era un cattolico devoto, che in seguito si trasferì ad Altenkessel, vicino a Saarbrücken, per lavorare come minatore.

### Formazione tra i padri verbiti
Nel 1901 entrò nella Casa Missionaria della Società del Verbo Divino a Sankt Wendel, aperta due anni prima, e si preparò per il sacerdozio. Ricevette un'istruzione migliore rispetto alle scuole regolari. In un periodo in cui l'Impero tedesco era una potenza coloniale, la linguistica, la geografia e le conoscenze scientifiche erano importanti. Dopo sei anni, Schulien si trasferì nella Casa Missionaria "San Gabriele" di Mödling, vicino a Vienna, dove dal 14 settembre 1908 studiò filosofia e teologia. Per la prima volta ebbe dei contatti con il padre verbita Wilhelm Schmidt, un noto docente di etnologia del suo tempo. Questo assicurò che a Mödling lo studio della missiologia venisse esteso anche alla linguistica e all'etnologia.
Il 29 settembre 1912, Schulien fu ordinato presbitero.

### Servizio missionario in Mozambico
La Società del Verbo Divino era attiva nella missione sullo Zambesi, nel territorio coloniale del Mozambico, da quando i gesuiti erano stati espulsi. Come al solito per i missionari dell'epoca, Schulien intraprese questo lavoro senza molta preparazione. Nell'autunno del 1913 era a Koalane, vicino a Quelimane, per preparare la direzione di una scuola catechista. In questo periodo imparò a conoscere la gente e la lingua Atchwabo. Dopo l'entrata in guerra del Portogallo contro l'Impero tedesco nel 1916, Schulien fu internato e in seguito portato in Portogallo. Dopo la guerra, cercò di tornare nella colonia portoghese ma gli fu negato.

### In Germania
Schulien fu trasferito alla casa madre a Steyl, dove assunse brevemente la direzione della rivista della comunità Stadt Gottes. Nello stesso anno iniziò a studiare antropologia religiosa e linguistica religiosa all'Università di Lipsia. Nel 1924 conseguì il dottorato di ricerca con una tesi sui riti di iniziazione delle ragazze Atchwabo.

### In Vaticano
Per l'Anno Santo del 1925 papa Pio XI progettò una grande mostra missionaria. La gestione della parte etnologica fu commissionata a padre Wilhelm Schmidt, che chiamò Michael Schulien per assisterlo a Roma. La mostra missionaria mondiale espose reperti di antiche culture morenti ed esibizioni di fede cristiana. Dopo soli due mesi, il pontefice dichiarò che intendeva istituire un "museo etnologico missionario" da collocare nel Palazzo del Laterano. Padre Schulien divenne assistente di Schmidt. Sotto la direzione di Schulien, il museo pubblicò la rivista Annali Lateranensi (dal 1962 nota con il nome di Annali del Pontificio Museo Missionario-Etnologico). Il 19 giugno 1939 Michael Schulien venne nominato direttore scientifico del museo. Inoltre, dal 1931 al 1943 insegnò all'Ateneo del Pontificio Seminario Romano.
In seguito insegnò studi religiosi comparati e linguistica africana presso la Pontificia università urbaniana. Nel 1938 venne nominato perito e consigliere della Congregazione de Propaganda Fide.

### Visitatore apostolico della Saarland
Dopo la seconda guerra mondiale, fu istituito il protettorato della Saar. Gli abitanti erano prevalentemente cattolici. L'obiettivo dichiarato della potenza occupante francese era quello di stabilire una propria diocesi sui territori precedentemente appartenenti alle diocesi di Treviri e Spira. Già nel 1923 una diocesi della Saarland era in discussione all'Assemblea nazionale francese.
I due visitatori apostolici inviati da papa Pio XI nel periodo tra le due guerre, Gustavo Testa e Giovanni Panico, volevano mantenere il legame organizzativo tra la Saarland e le diocesi tedesche e attendere la chiarificazione finale del diritto internazionale dopo la seconda guerra mondiale. Parigi, tuttavia, richiese la nomina di un rappresentante permanente dei vescovi di Treviri e Spira a Saarbrücken. Quindi un primo passo verso la separazione della Saarland dalla Germania venne eliminato.
L'arcivescovo-vescovo di Treviri Franz Rudolf Bornewasser in una lettera pastorale per la domenica delle Palme del 1947 si disse contrario all'annessione della regione da parte della Francia. L'ambasciatore francese negoziò lentamente con Giovanni Battista Montini e Domenico Tardini sulla costituzione di un'amministrazione apostolica. All'inizio del 1948 la Santa Sede era pronta ad affidare a padre Michael Schulien, nativo di quelle terre, questo ufficio.
Il 12 maggio 1948 papa Pio XII lo nominò visitatore apostolico. La Chiesa con questa mossa sottolineò lo status provvisorio della Saarland. La Francia pensava che fosse una sconfitta. Nei precedenti negoziati furono coinvolti la Segreteria di Stato della Santa Sede con Giovanni Battista Montini e il nunzio apostolico in Francia Angelo Roncalli, che conosceva personalmente padre Schulien.
Il 2 luglio 1948 Schulien entrò in servizio e venne ricevuto dal primo ministro Johannes Hoffmann. Inizialmente visse nella vecchia Casa Missionaria della Società del Verbo Divino a Sankt Wendel e poi prese residenza nella Staden 16 di Saarbrücken, un alloggio affittato dal governo della Saarland. Usava un'automobile diplomatica con targa vaticana. Dal momento che non poteva esercitare alcuna autorità amministrativa come visitatore, in mancanza di poteri ufficiali poteva solo consigliare, osservare e riferire. Mediò tra i fronti nella questione della Saarland che attraversava anche le famiglie. Tuttavia, come Völkerkundler, espresse l'opinione che i tedeschi della regione sarebbero dovuti rimanere tedeschi.
Il voto del 23 ottobre 1955 per il secondo Statuto della Saarland fu a favore di una reintegrazione del protettorato nella Repubblica federale. La Saarland divenne quindi stato federale della Germania Ovest e rimase diviso tra le diocesi di Treviri e Spira.

### Ritorno a Roma e ultimi anni
Alla fine di settembre del 1956 Schulien lasciò la Saarland e tornò a Roma per continuare il suo lavoro nella Curia romana e nel Museo missionario. Nel 1963 il museo venne riaperto e divenne una sezione dei Musei Vaticani. Papa Giovanni XXIII lo nominò membro della commissione preparatoria per le missioni del Concilio Vaticano II. Sotto papa Paolo VI lavorò come membro del Segretariato per i Non Cristiani.
Morì a Roma il 4 maggio 1968 all'età di 79 anni. È sepolto nel campo santo dei teutonici e dei fiamminghi a Roma.